# جوزپه جانینی
جوزپه جانینی (به ایتالیایی: Giuseppe Giannini) بازیکن فوتبال اهل ایتالیا است 

## تیم ملی
از سال ۱۹۸۷ میلادی عضو تیم ملی فوتبال ایتالیا بوده و در ۴۷ بازی ملی حضور داشته‌است. او در بازی‌های ملی‌اش ۶ گل به ثمر رساند.
جوزپه جانینی آخرین بازی ملی خود را در سال ۱۹۹۱ میلادی انجام داد.